# Hochblassen
Hochblassen – szczyt w paśmie Wettersteingebirge, w Alpach Bawarskich. Leży w Niemczech, w Bawarii, przy granicy z Austrią (Tyrol). Leży 8 km na południe od Garmisch-Partenkirchen. Szczyt można zdobyć drogą ze schroniska Höllentalangerhütte.
Pierwszego wejścia, w 1871 r., dokonali Hermann von Barth i Peter Klaisl.